# بائوباب فونی
بائوباب فونی (نام علمی: Adansonia rubrostipa) نام یک گونه از سرده بائوباب است.